# Берлин, Александр Александрович
Алекса́ндр Алекса́ндрович Бе́рлин (род. 1940, Москва) — советский и российский химик, доктор химических наук, профессор, академик РАН (2003).
Специалист в области физики и химии высокомолекулярных соединений и композиционных материалов. Автор более 1400 публикаций в eLibrary, индекс Хирша 36, включая монографии. Также является автором более 100 авторских свидетельств и патентов.

## Биография
Родился 27 сентября 1940 года в Москве.
Окончил московскую школу № 110 с химическим уклоном. В 1963 году окончил Факультет молекулярной и химической физики МФТИ по специальности «инженер-физик».
По окончании вуза работал в Институте химической физики им. Н. Н. Семенова: стажер-исследователь, младший, старший научный сотрудник (1963—1978); был заведующим лабораторией (1978—1989); с 1989 года — заведующий отделом, с 1994 года — заместителем директора. С 1996 по 2017 год работал директором Института химической физики. С 2017 года по настоящее время — научный руководитель этого же института. Также является, заведующим кафедрой химической физики ФМХФ МФТИ.
В 1967 защитил кандидатскую диссертацию. В 1973 году — докторскую диссертацию на тему «Некоторые термодинамические и структурные аспекты полиреакций». Член-корреспондент Российской академии наук с 1994 года, академик с 2003 года (Отделение химии и наук о материалах РАН). Иностранный член НАН РА (2014). А. А. Берлин — один из создателей научной школы по химической физике полимеров. Он подготовил 39 специалистов высшей квалификации, в том числе 7 докторов наук.
Является главным редактором многих научных журналов. Был членом бюро Отделения химии и наук по материалам РАН, ряда Ученых и квалификационных советов, руководителем нескольких направлений Государственной научно-технической программы, членом экспертного совета Высшей аттестационной комиссии. Почетный академик Академии наук Республики Башкортостан (2002); почетный академик Академии наук Республики Татарстан (2011); почетный профессор Тверского государственного университета (2010), почетный профессор Казанского государственного технологического университета (2011), почетный профессор Нантунского университета науки и технологии (2003), почетный доктор Башкирского государственного университета (2012).

## Основные работы
- Кинетика полимеризационных процессов. М., 1978 (совм. с С. А. Вольфсоном и Н. С. Ениколопяном);
- Principles of polymer composites. B.; N. Y., 1986 (joint auth.);
- Fast polymerization processes. Amst. e. a., 1996 (with K. S. Minsker).